# Hybridrasen
Als Hybridrasen wird ein Naturrasensportbelag bezeichnet, der durch künstliche Fasern verstärkt wurde. Diese Systeme versuchen, die optimalen Spieleigenschaften eines Naturrasens mit der Robustheit und Belastbarkeit eines Kunststoffrasens zu vereinen. Hybridrasensysteme sind offiziell als Naturrasen anerkannt und werden mittlerweile von sämtlichen Fußballverbänden und -ligen für den nationalen und internationalen Spielbetrieb zugelassen. In mehreren Stadien der Bundesliga (u. a. im Signal Iduna Park in Dortmund) kommen diese Systeme zum Einsatz.

## Herstellung
Es gibt einige Herstellungsvarianten, um einen Naturrasen mit den Kunstfasern zu verstärken. Im Profisportbereich, also in Stadien oder Trainingszentren von höherklassigen Vereinen, werden die Kunstfasern mithilfe von Sportplatzbaumaschinen in den Naturrasen implantiert und reichen bis in die Tiefe des Unterbaus. Die künstlichen Fasern werden vom Wurzelwerk eingenommen, so dass die Verbindung ein stabiles System zur Folge hat. Im Zuge der Etablierung von reinen Fußballstadien hin zu ganzjährigen Multifunktionsarenen kann ein Hybridrasensystem im Stadion häufiger benutzt werden, hält der zusätzlichen Belastung stand und regeneriert schneller als ein reiner Naturrasen.
Bei einem anderen Verfahren werden Matten mit eingewebten Kunstfasern verlegt, mit der Rasentragschicht verfüllt und die entsprechende Menge an Saatgut eingesät. Auch bei diesem Verfahren soll der Naturrasen durch die synthetische Komponente gestärkt und somit widerstandsfähiger gemacht werden.

## Kosten
Die Installationskosten eines Hybridrasens bewegen sich zwischen den Kosten für den Bau eines Naturrasens und denen für den Bau eines Kunstrasens. Laut Herstellerangaben (Stand 2016) muss mit einer Anfangsinvestition von 500.000 Euro kalkuliert werden. Die Unterhalts- und Pflegekosten sind vergleichbar mit einem Naturrasenspielfeld.